# Charlie Bell (basket-ball)
Pour les articles homonymes, voir Charlie Bell et Bell.
Charlie Will Bell III (né le 12 mars 1979 à Flint, Michigan) est un basketteur professionnel américain évoluant aux postes d'arrière et d'ailier dans l'équipe des Warriors de Golden State.

## Biographie
Non drafté, il signe néanmoins avec les Suns de Phoenix à l'été 2001. Lors de sa saison rookie, il ne fait que de brèves apparitions en NBA, aux Suns puis aux Mavericks de Dallas. Entre 2002 et 2005, il joue dans plusieurs clubs successifs en Europe, d'abord en Italie : au Benetton Trévise (2002), à la Virtus Bologne (2002-2003), au Basket Livorno (2003-2004); puis en Espagne au CB Breogán (2004-2005). Devenu superstar en Europe, il est à nouveau convoité par la NBA.
À l'été 2005, il signe avec les Bucks de Milwaukee. Bon défenseur, scoreur explosif, il fait l'objet d'une offre de la part du Heat de Miami à l'été 2007, mais les Bucks proposent la même somme et Bell est ainsi renouvelé à Milwaukee pour cinq ans.
Le 22 juin 2010, il rejoint les Warriors de Golden State lors d'un échange entre plusieurs joueurs.